# Championnat du monde de hockey sur glace 1933
Navigation
Pologne 1931 Italie 1934
Le septième championnat du monde de hockey sur glace et par la même occasion le dix-huitième championnat d'Europe a eu lieu entre le 18 et le 26 février 1933 à Prague, alors en Tchécoslovaquie.
Le Canada est représenté par l'équipe amateur de Toronto des Toronto National Sea Fleas.

## Résultats des matchs

### Premier tour
Le Canada et les États-Unis premier et second de l'édition précédente sont dispensés du premier tour.
Le premier tour s'est déroulé du 18 au 20 février.
Groupe A
- Autriche 3-0 Italie
- Tchécoslovaquie 8-0 Roumanie
- Italie 2-0 Roumanie
- Tchécoslovaquie 2-1  Autriche
- Autriche 7-1 Roumanie
- Tchécoslovaquie 3-1 Italie

| # | Équipe          | PJ | V | N | D | BP | BC | Diff | Pts |
| - | --------------- | -- | - | - | - | -- | -- | ---- | --- |
| 1 | Tchécoslovaquie | 3  | 3 | 0 | 0 | 13 | 2  | +11  | 6   |
| 2 | Autriche        | 3  | 2 | 0 | 1 | 11 | 3  | +8   | 4   |
| 3 | Italie          | 3  | 1 | 0 | 2 | 3  | 6  | -3   | 2   |
| 4 | Roumanie        | 3  | 0 | 0 | 3 | 1  | 17 | -16  | 0   |

Groupe B
- Allemagne 6-0 Belgique
- Allemagne 2-0 Pologne
- Pologne 1-0 Belgique

| # | Équipe    | PJ | V | N | D | BP | BC | Diff | Pts |
| - | --------- | -- | - | - | - | -- | -- | ---- | --- |
| 1 | Allemagne | 2  | 2 | 0 | 0 | 8  | 0  | +8   | 4   |
| 2 | Pologne   | 2  | 1 | 0 | 1 | 1  | 2  | -1   | 2   |
| 3 | Belgique  | 2  | 0 | 0 | 2 | 0  | 9  | -9   | 0   |

Groupe C
- Suisse 5 - 1 Lettonie
- Suisse 1-0 Hongrie
- Hongrie  3-0 Lettonie

| # | Équipe   | PJ | V | N | D | BP | BC | Diff | Pts |
| - | -------- | -- | - | - | - | -- | -- | ---- | --- |
| 1 | Suisse   | 2  | 2 | 0 | 0 | 6  | 1  | +5   | 4   |
| 2 | Hongrie  | 2  | 1 | 0 | 1 | 3  | 1  | +2   | 2   |
| 3 | Lettonie | 2  | 0 | 0 | 2 | 1  | 8  | -7   | 0   |

### Second tour
Le second tour s'est déroulé du 21 au 23 février. À l'issue de ce second tour, les deux premiers de chaque groupe sont qualifiés pour la suite du tournoi. Les autres équipes sont classées et jouent les matchs de classement.

#### Groupe D
Résultats des matchs
- Autriche 1-0 Hongrie (après prolongation)
- Canada 5 - 0 Allemagne
- Allemagne 4 - 0 Hongrie
- Canada 4 - 0 Autriche
- Canada 3 - 1 Hongrie
- Autriche 2 - 0 Allemagne

| # | Équipe    | PJ | V | N | D | BP | BC | Diff | Pts |
| - | --------- | -- | - | - | - | -- | -- | ---- | --- |
| 1 | Canada    | 3  | 3 | 0 | 0 | 12 | 1  | +11  | 6   |
| 2 | Autriche  | 3  | 2 | 0 | 1 | 3  | 4  | -1   | 4   |
| 3 | Allemagne | 3  | 1 | 0 | 2 | 4  | 7  | -3   | 2   |
| 4 | Hongrie   | 3  | 0 | 0 | 3 | 1  | 8  | -1   | 0   |

#### Groupe E
Résultats des matchs
- États-Unis 7 - 0 Suisse
- Tchécoslovaquie 1 - 0 Pologne
- États-Unis 4 - 0 Pologne
- Tchécoslovaquie 1 - 0 Suisse
- Suisse 3-1 Pologne
- États-Unis 6 - 0 Tchécoslovaquie

| # | Équipe          | PJ | V | N | D | BP | BC | Diff | Pts |
| - | --------------- | -- | - | - | - | -- | -- | ---- | --- |
| 1 | États-Unis      | 3  | 3 | 0 | 0 | 17 | 0  | +17  | 6   |
| 2 | Tchécoslovaquie | 3  | 2 | 0 | 0 | 1  | 2  | 6    | -4  |
| 3 | Suisse          | 3  | 1 | 0 | 2 | 3  | 9  | -6   | 2   |
| 4 | Pologne         | 3  | 0 | 0 | 3 | 1  | 8  | -7   | 0   |

### Matchs de classement
Les matchs de classement ont eu lieu entre les équipes qui ont été éliminés du premier tour puis du second tour. Les matchs se sont déroulés le 24 février.
Classement des éliminés du premier tour
- Roumanie 3-2 Belgique
- Lettonie 2-0 Italie

Match pour la neuvième place
Ce match opposant la Roumanie et la Lettonie a vu la victoire des roumains 1 but à 0.
Match pour la septième place
Les deux équipes finissant à la dernière place du second tour pour chaque groupe se sont opposés pour la septième place. Finalement, la Pologne et la Hongrie finissent à égalité à la septième place, le match se soldant par une égalité 1 partout.
Match pour la cinquième place
Ce match oppose les troisièmes de chaque groupe du second tour et encore une fois un match nul, 1-1, vient solder la rencontre entre l'Allemagne et la Suisse Les deux équipes se partagent le bronze européen.

### Phase finale

#### Demi-finales
Les matchs de demi-finales ont eu lieu le 25 février.
- États-Unis 4 - 0 Autriche
- Canada 4 - 0 Tchécoslovaquie

#### Match pour la troisième place
Le match pour la troisième place prit part le 26 février et opposa les joueurs locaux aux autrichiens. L'Autriche s'incline sur le score de 2 buts à 0 après prolongations.

#### Finale
La finale a eu lieu le 26 février et les américains ont battu les canadiens sur le score de 2 buts à 1 après prolongations. Il s'agit de la première médaille d'or pour les américains.

## Classement
|        | Équipe              |
| ------ | ------------------- |
| Or     | États-Unis          |
| Argent | Canada              |
| Bronze | Tchécoslovaquie     |
| 4e     | Autriche            |
| 5e     | Allemagne et Suisse |
| 7e     | Pologne et Hongrie  |
| 9e     | Roumanie            |
| 10e    | Lettonie            |
| 11e    | Italie              |
| 12e    | Belgique            |

|        | Équipe              |
| ------ | ------------------- |
| Or     | Tchécoslovaquie     |
| Argent | Autriche            |
| Bronze | Allemagne et Suisse |
| 5e     | Pologne et Hongrie  |
| 7e     | Roumanie            |
| 8e     | Lettonie            |
| 9e     | Italie              |
| 10e    | Belgique            |

### Médaillés
Voici l'alignement complet des médaillés du tournoi :
| Champions du mondeÉtats-Unis | Jim Breckinridge Gerry Cosby, Sherman Forbes, John Garrison, Channing Hilliard, Frank Holland, Stewart Iglehart, Ben Langmaid, Winthrop Palmer, Larry Sanford Entraîneur : Walter Brown |

| ArgentCanada | Cliff Chisholm, Frank Collins, Ron Geddes, John Hern, Al Huggins, Kenny Kane, Tim Kerr, Scotty McAlpine, Clare McIntyre, Stuffy Mueller, Marty Nugent Entraîneur : Harold Ballard |

| BronzeTchécoslovaquie | Alois Cetkovsky, Wolfgang Dorasil, Karel Hromadka, Oldrich Kučera, Josef Malecek, Jan Mattern, Jan Michálek, Jan Peka, Zbyněk Petrs, Jaroslav Pusbauer, Tomáš Svihovec, Jiří Tozicka, Jan Vorel Entraîneur : ? |